# Interleukina 21
Interleukina 21, IL-21 – cytokina należąca do hematopoetyn, która wiąże się z receptorem znajdującym się na powierzchni limfocytów B, komórek NK, zaktywowanych limfocytów T oraz komórek dendrytycznych.
Jest ona wytwarzana przez limfocyty CD4+. Pobudza proliferację aktywowanych wcześniej limfocytów B i T. Hamuje podziały limfocytów B. Zmniejsza też wytwarzanie IgE. Zwiększa cytotoksyczność komórek NK, nie wpływając przy tym na ich proliferację. Wraz z interleukiną 15 wpływa na powstawanie komórek NK w szpiku.
Indukuje odpowiedź przeciwnowotworową, poprzez aktywację limfocytów Tc.